# Læsernes bogpris
Læsernes bogpris (dt. Buchpreis der Leser) ist ein dänischer Literaturpreis, der von der Dänischen Bibliothekenvereinigung (Danmarks biblioteksforening, DB) und der Tageszeitung Berlingske gestiftet wird. Nominierungen nimmt die Literaturredaktion der Zeitung vor; abstimmen können registrierte Leser und Bibliotheksnutzer im Internet. Die Preisverleihung erfolgt jeweils im Frühjahr auf der Kulturkonferenz der Dänischen Bibliothekenvereinigung. Derzeit ist die Auszeichnung mit 100.000 DKK (ca. 14.000 €) dotiert.

## Preisträger
- 2004: Jette A. Kaarsbøl für Den lukkede bog
- 2005: Bjarne Reuter für Løgnhalsen fra Umbrien (dt. Der Lügner von Umbrien. Heyne, München 2005, ISBN 3-453-00227-X)
- 2006: Morten Ramsland für Hundehoved (dt. Hundsköpfe. Schöffling, Frankfurt/M. 2006, ISBN 978-3-89561-420-0)
- 2007: Leif Davidsen für Den ukendte hustru (dt. Der Russe aus Nizza. Zsolnay, Wien 2008, ISBN 978-3-552-05438-7)
- 2008: Peter Øvig Knudsen für Blekingegadebanden (dt. Der innere Kreis: die Blekingegade-Bande. Osburg, Berlin 2010, ISBN 978-3-940731-37-1)
- 2009: Hanne-Vibeke Holst für Dronningeofret (dt. Der perfekte Plan. Diana, München 2010, ISBN 978-3-453-29072-3)
- 2010: Jussi Adler-Olsen für Flaskepost fra P. (dt. Erlösung. Dtv, München 2011, ISBN 978-3-423-24852-5)
- 2011: Tom Buk-Swienty für Dommedag Als 29. juni 1864 (dt. Schlachtbank Düppel. Die Geschichte einer Schlacht. Osburg Verlag, Berlin 2011, ISBN 978-3-940731-72-2)[1]
- 2012: Hans Edvard Nørregård-Nielsen für Limfjorden. Stemmer og steder[2]
- 2013: Christian Jungersen für Du forsvinder
- 2014: Sissel-Jo Gazan für Svalens graf
- 2015: Puk Damsgård für Hvor solen græder
- 2016: Carsten Jensen für Den første sten (dt. Der erste Stein. Penguin, München 2018, ISBN 978-3-328-10295-3)
- 2017: Abdel Aziz Mahmoud für Hvor taler du flot dansk!
- 2018: Sara Omar für Dødevaskeren
- 2019: Jens Andersen für Kim Larsen - mine unge år
- 2020: Maren Uthaug für En lykkelig slutning
- 2021: Jesper Stein für Rampen
- 2022: Gry Jexen für Kvinde kend din historie
- 2023: Benjamin Koppel für Annas sang
- 2024: Mathilde Walter Clark für Det blinde øje